# Helicobasidium
Helicobasidium — рід грибів родини Helicobasidiaceae. Назва вперше опублікована 1885 року.
Фіолетова коренева гниль (англ. Violet root rot) викликається грибом Helicobasidium brebissonii (Dezmaz.) Donk, що уражує підземні органи рослин (моркви, петрушки, пастернаку, селери, цукрового буряку, картоплі, спаржі, бобах, ріпи та ін.), а також паразитує на іржастих грибах. Уражені органи рослин втрачають товарний вигляд і набувають неприємного запаху. Хвороба проявляється на дорослих рослинах на час, коли починається відмирання листків. Уражені ділянки коренів набувають фіолетовий колір. Міцелій паразита розростається повільно і зазвичай не перезаражує коренеплоди під час зберігання.
Спаржа може хворіти на червону гниль коренів, яка викликається грибом Helicobasidium purpureum. У хворих рослин відмирають коренева шийка і коріння. Загибель коренів призводить до відмирання надземної частини рослини.

## Галерея

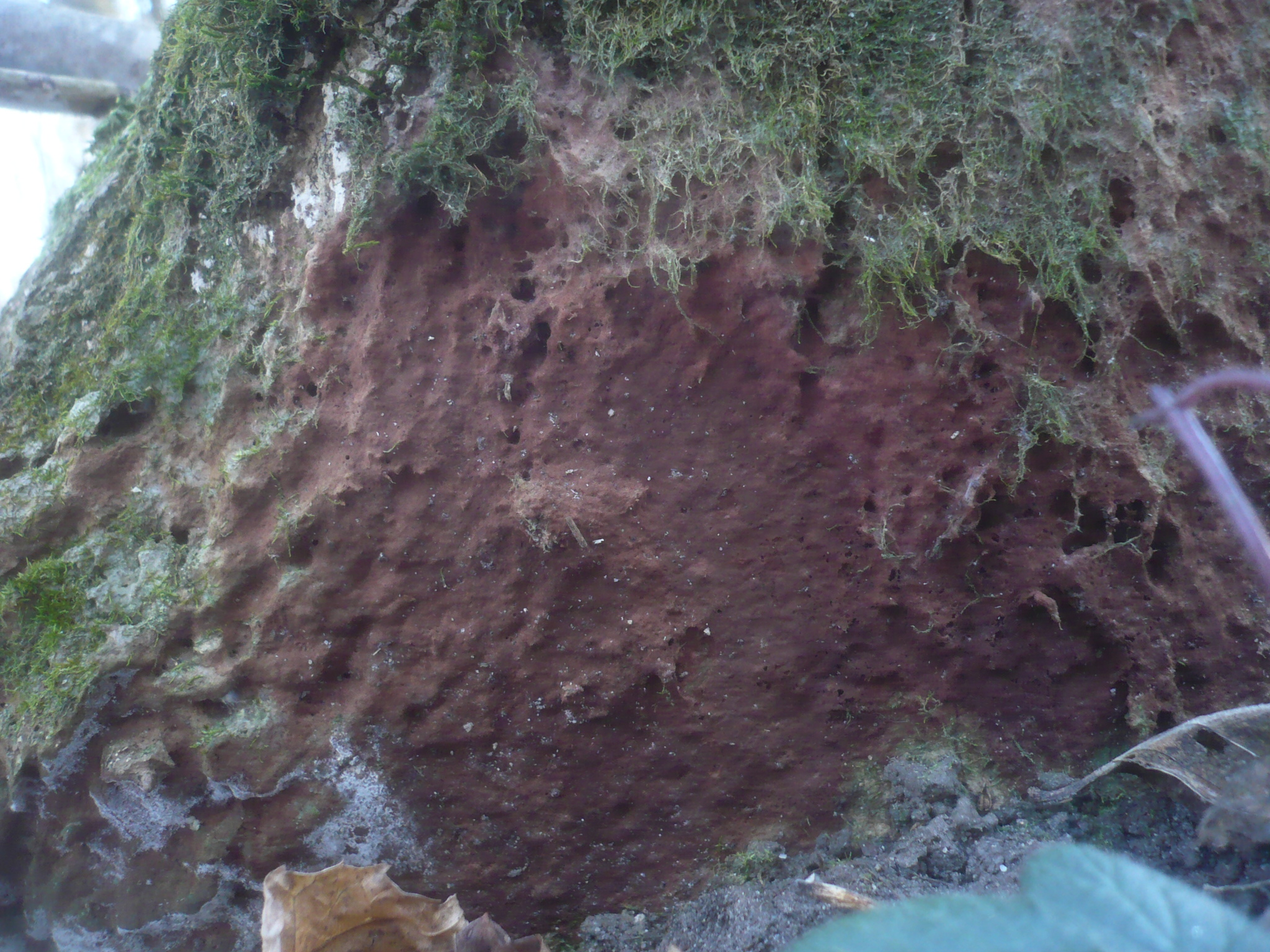
Helicobasidium purpureum
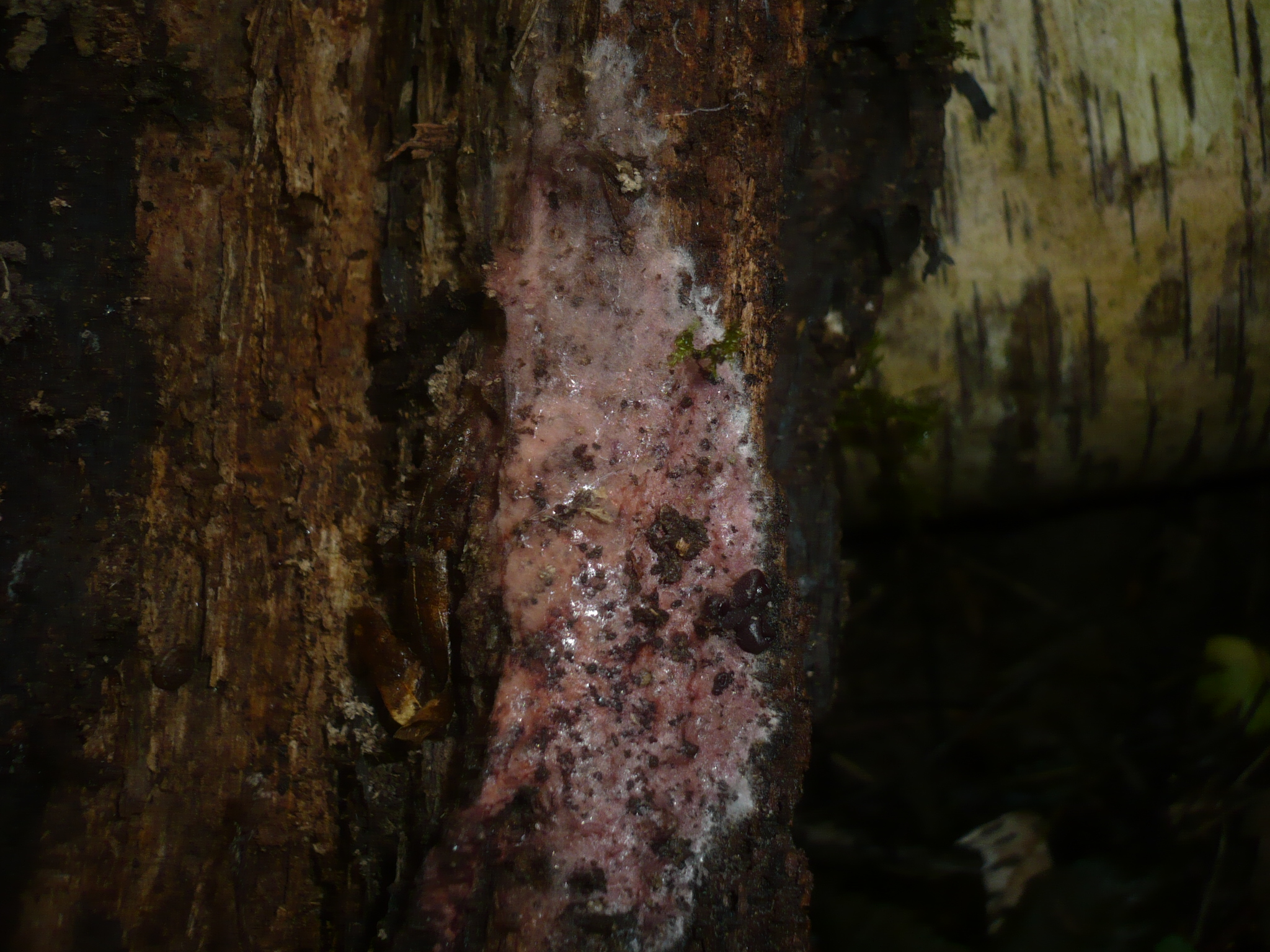
Helicobasidium purpureum